# Alfred Klostermann

Alfred Klostermann

Alfred Klostermann (* 15. April 1900 in Klein-Steinheim, Kreis Offenbach; † 25. Februar 1945 in Bliesdalheim) war ein deutscher Politiker (NSDAP).

## Familie
Alfred Klostermann war der Sohn des Schuhmachers Konrad Klostermann und seiner Frau Margareta Josepha, geborene Schilling. Er war in erster Ehe mit Beate Maria, geborene Schäfer, und in zweiter Ehe mit Frieda Elisabeth, geborene Hopfeld, verheiratet. Alfred Klostermann war römisch-katholisch.

## Karriere
Nach dem Schulbesuch wurde Alfred Klostermann an der Präparandenanstalt in Fritzlar, an einem Seminar in Fulda und an der Universität Frankfurt am Main zum Lehrer ausgebildet. Er arbeitete zunächst als Lehrer in Vockenrod.
Klostermann trat zum 1. Juni 1928 der NSDAP bei (Mitgliedsnummer 89.204). Im selben Jahr wurde er mit dem Amt eines Kreisleiters der Partei betraut. Von 1931 bis zur Auflösung dieser Körperschaft im Herbst 1933 saß er als Abgeordneter der NSDAP im Landtag des Volksstaates Hessen, zuletzt hatte er dort die Funktion des Fraktionsführers seiner Partei inne. Bei der Reichstagswahl vom November 1933 erhielt Klostermann ein Abgeordnetenmandat für den Wahlkreis 38 (Hessen). Diesem gehörte er anschließend knapp elfeinhalb Jahre lang an, von November 1933 bis zu seinem Tod 1945.
Nach der nationalsozialistischen „Machtergreifung“ wurde Klostermann als Schulrat (Ministerialabteilung 2 für Kultur und Bildungswesen) ins Hessische Kultusministerium berufen. Außerdem übernahm er 1933 kurzzeitig die Amtsgeschäfte des Bürgermeisters von Schlitz. Daneben nahm er Ämter als Gauamtsleiter, als Mitglied des Provinzialtags von Oberhessen (seit 1929) und als Mitglied des Kreistags in Alsfeld wahr.
Klostermann amtierte nacheinander als Kreisrat der Kreise Gießen (1934 bis 1935), Groß-Gerau (1935 bis 1939), Schrimm (1939 bis 1940) und Alzey (1941 bis 1945). Das Amt des Kreisrates von Gießen war mit dem des Provinzialdirektors der Provinz Oberhessen verbunden.
Alfred Klostermann kam bei Kämpfen am Ende des Zweiten Weltkriegs ums Leben.